# Via de Borgo Nuovo
Borgo Nuovo, originalmente conhecida por via Alexandrina, também conhecida por Via Reta (em latim: via Recta) ou Via Pontifícia (Pontificum), era uma rua da cidade de Roma, em Itália, importante por razões históricas e arquitetónicas. Construída pelo Papa Alexandre VI Borgia para o Ano Santo de 1500, a rua tornou-se um dos principais centros do Renascimento em Roma. Borgo Nuovo foi demolida juntamente com o bairro circundante em 1936-40 devido à construção da Via da Conciliação.

## Localização

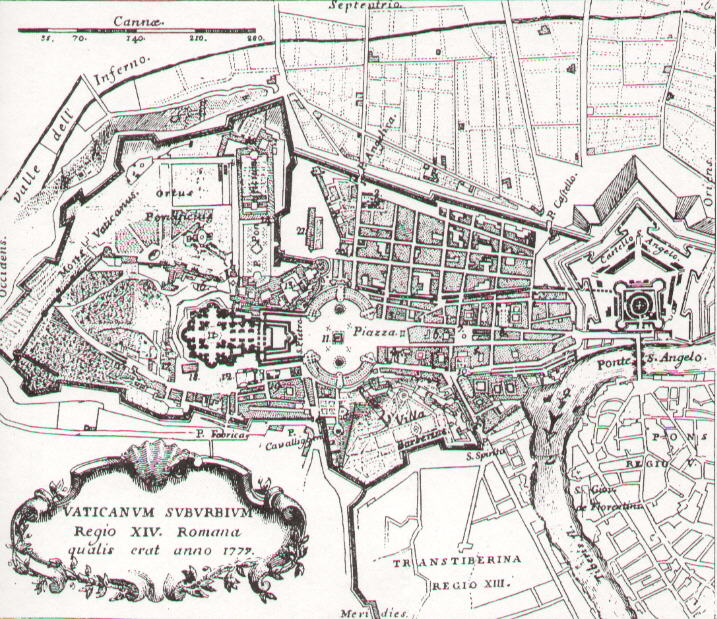
Borgo em 1779 (Mapa impresso por Monaldini). Borgo Nuovo é a terceira rua que parte do sul entre as sete que irradiam do Castelo

Situada no rione Borgo, a estrada - que tinha uma linha reta - estendia-se no sentido este-oeste, entre a Piazza Pia, que constitui a entrada ao bairro junto à margem direita do Tibre, e ao lado norte da Piazza Rusticucci, que até à sua destruição era o vestíbulo da Praça de São Pedro. A cerca de dois terços do seu comprimento, Borgo Nuovo atravessava a Piazza Scossacavalli, o centro de Borgo. Juntamente com a estrada próxima de Borgo Vecchio, de provável origem romana, Borgo Nuovo delimitava a chamada spina (o nome deriva da sua semelhança com a faixa central de um circo romano), composto por vários blocos estendidos no sentido este-oeste entre o castelo e a Basílica de São Pedro.